# Зірка Іштар

Зірка Іштар

Зірка Іштар або Зірка Інанни — символ давньої шумерської богині Інанни та відповідної їй східносемітської богині Іштар. Поряд із левом, це був один із головних символів Іштар. Оскільки Іштар була пов'язана з планетою Венера, цей символ також відомий, як Зірка Венери. Зірка Іштар нерідко ототожнюється з Вифлеємською зіркою через поширене схоже зображення.

## Форма
Зірка Іштар зазвичай має вигляд октаграми. Тобто, складається з восьми однакових рівнобедрених трикутників-променів. Втім, кількість променів не завжди рівна восьми. Зокрема, п'ятипроменева зірка також слугувала символом цієї богині в месопотамській традиції. Шестипроменеві зірки часто трапляються поряд з ними, але їх символічне значення невідоме. Поширеним елементом Зірки Іштар слугує диск у центрі, від якого розходяться промені. 

## Символізм

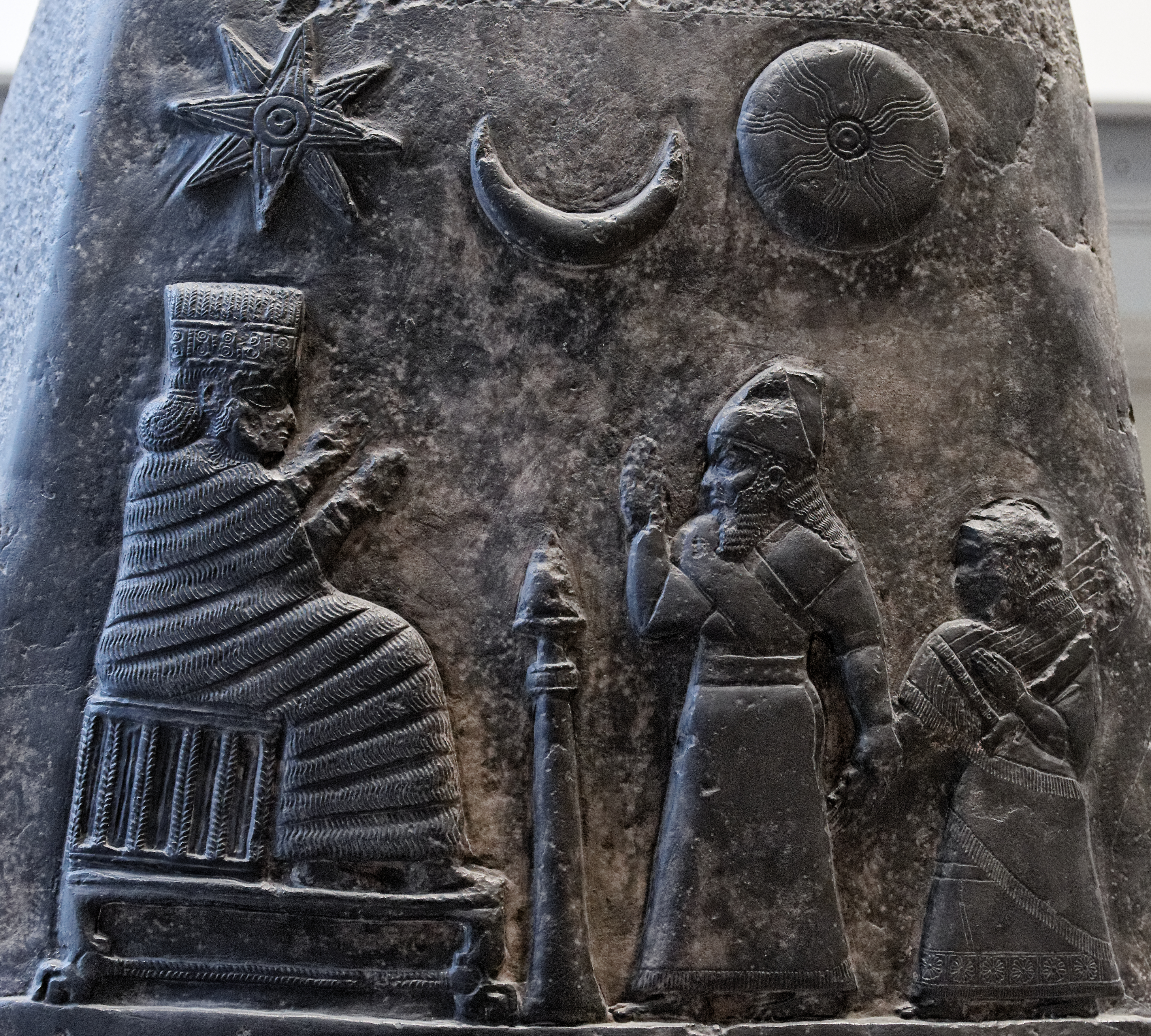
Зображення зірки Іштар (зліва) на кудурру Мелі-Шипака II (XII ст. до н. е.).

Восьмипроменева зірка як символ планети Венера відома з 2000 р. до н. е. Імовірно, цей символ спочатку мав загальну асоціацію з небом. В пізніші часи, за Старого Вавилонського періоду, така зірка стала найпоширенішим символом Іштар — богині родючості, кохання, а також покровительки полювання та війни, пов'язуваної з планетою Венера. Починаючи з цього ж періоду, зірка Іштар зазвичай розміщувалася з круглим диском у центрі.
У пізніші часи рабів, які працювали в храмах Іштар, іноді таврували печаткою з восьмипроменевою зіркою. На кудурру і циліндричних печатках восьмипроменева зірка часом зображувалася поруч із півмісяцем, який був символом Нанни, бога Місяця, і сонячним знаком, що був символом бога Сонця Шамаша.
Розета була ще одним важливим символом Іштар, який спочатку належав Інанні. Під час неоассирійського періоду розета можливо навіть замінила восьмипроменеву зірку і стала головним символом Іштар. Храм Іштар у місті Ашшур був прикрашений численними розетами.
Припускається, що візантійські імператори запозичили форму Зірки Іштар, ототожнивши її з Вифлеємською зіркою. Проте тут важливо, що образ Вифлеємської зірки існував і раніше, не маючи лише усталеного зображення.

## Трактування символу
Поширеність подібних символів у багатьох культурах, розділених як у просторі, так і часі, свідчить про архетипове походження багатопроменевої зірки. Загалом, у античній та близько- й середньосхідних культурах поширений мотив богині, ототожнюваної з зорею (планетою). Іштар, Ісіда, Артеміда, Афродіта, Рея, Венера, Геба, Гера — тільки деякі з прикладів небесних богинь, що мали своїм символом зорю чи планету. Нерідко така богиня народжує бога чи героя: Ісіда — Гора, Девакі — Крішну, Аврора (Еос) — Мемнона. У християнській Діві Марії, котра народила Ісуса Христа, вбачається реалізація того ж мотиву.

## У геральдиці
Арабською мовою символ відомий як «наджмат ештар» (араб. نجمة عشتار, трансліт. najmat eshtar). Зірки Іштар і Шамаша були зображені на гербі Королівства Ірак у 1932—1959 роках.
Спрощена версія з червоними променями та жовтим центром була включена до зображення прапора Іраку з 1959—1963 років. Він також фігурував у поєднанні з сонцем Шамаша на національному гербі Іраку в 1959—1965 роках.

Герб Іраку з зірками Іштар (ліворуч) та Шамаша (праворуч)
Прапор Іраку 1959—1963 рр. Із зіркою Іштар посередині